# AppCode
AppCode ist eine integrierte Entwicklungsumgebung der für die Programmiersprachen Swift, Objective-C, C, C++ und JavaScript, basierend auf JetBrains IntelliJ-Plattform. Die erste öffentliche Vorabversion von AppCode wurde im April 2011 angeboten. Die neueste stabile Version von AppCode kann auf der offiziellen Seite von JetBrains eingesehen werden. AppCode basiert auf der IntelliJ-IDEA-Plattform, die in Java programmiert wurde. Benutzer können die Entwicklungsumgebung durch die Installation von eigens programmierten oder speziell für die IntelliJ-Plattform entworfene Plug-ins erweitern.
Die Entwicklung und der Vertrieb von AppCode wurden Ende 2022 weitgehend eingestellt, da die erhofften Marktanteile nicht erreicht werden konnten.

## Hauptmerkmale
- Programmierassistenz mit Codevervollständigung, Codegenerierungsoptionen, Live-Vorlagen, Codeformatierung, verschiedenen Einschaltungszeichen, automatische Einfügung von Imports und Import-Optimierung.
- Codeanalysierung mit Syntax- und Fehler-Hervorhebung und Schnellhilfen.
- Projekt- und Code-Navigation: Spezielle Projektansichten, Dateistrukturansichten, schneller Wechsel zwischen Dateien, Klassen, Methoden und Verwendungen, Navigation durch die Klassenhierarchie und Suche nach Verwendungszwecken.
- Bearbeitungsoptionen, beispielsweise Neuvergabe von Namen, Einbinden von Variablen, Verändern von Parametern/Methoden/Blockparametern, Verändern der Signatur, Verschieben etc.
- iOS-Entwicklung: Ausführen/Debuggen auf Endgerät, iOS-Simulator.
- Integriertes Plugin für das Reveal-Tool, um die iOS-Anwendung mit 2D-/3D-Visualisierung zu inspizieren und Parameter im laufenden Betrieb der Anwendung zu verändern.
- Integrierter Debugger mit Breakpoints, Fenstern, Uhren und Ausdrucksbewertungen.
- Komponententestunterstützung: ECUnit, Kiwi, Google Test, XCTest.
- Internationalisierungsunterstützung
- Nahtlose integrierung von CocaPods, beinhaltet die schnellinstallation von fehlenden Pods.
- Vollständig kompatibel mit XCode ohne zusätzliche Konfigurationen: Dateien und Veränderungen werden automatisch synchronisiert.
- Versionskontrollintegrierung: Einheitliche Benutzeroberfläche für Git, GitHub, Mercurial, Subversion, Perforce, CVS.
- Integrierung von Fehlersuchsystemen: Atlassian JIRA, JetBrains YouTrack, Lighthouse, Pivotal Tracker, GitHub, Redmine, Trac.
- Unterstützt die Programmiersprachen Swift, Objective-C, C, C++, XML, HTML, CSS, XPath, JavaScript.

## Lizenzierungs- und Update-Politik
Die AppCode-Lizenz ist permanent und beinhaltet ein Jahr kostenlose Produkt-Updates seit dem Kaufdatum, was auch Hauptversions-Updates beinhaltet.
Die folgenden Lizenztypen sind für AppCode verfügbar:
- Persönliche Lizenz (kostenpflichtig, für Einzelpersonen)
- Kommerzielle Lizenz (kostenpflichtig, für Firmen und Organisationen)
- Akademische Lizenz (kostenlos, für Schüler/Studenten und Lehrer)
- Klassenzimmer-Lizenz (kostenlos, für Ausbilder und Bildungseinrichtungen)
- Open-Source-Projektlizenz (kostenlos, für Open-Source-Projekte)